# Ислам в Омане
Ислам — государственная религия Омана.

## Религиозный состав населения
Около 95% населения Омана — мусульмане. Около 50 % мусульманского населения исповедуют суннизм, около 45 % — ибадизм, около 5 % — шиизм.

## История
Ислам распространился здесь в первые годы своего существования.
Приверженцы хариджизма (ибадизма) обосновались в стране после бегства из Басры в VII веке.